# Eating Out
Eating Out ist ein im Jahr 2004 veröffentlichter Spielfilm, zu dem Q. Allan Brocka das Drehbuch geschrieben und Regie geführt hat. Im Jahr 2006 erschien eine erste Fortsetzung unter dem Titel Eating Out 2 – Doppelte Ladung. Es folgten mit Eating Out 3 – All You Can Eat (2009), Eating Out 4 – Drama Camp (2011) und Eating Out 5 – Open Weekend (2011) noch drei weitere Fortsetzungen.

## Handlung
Caleb ist ein blendend aussehender junger Mann mit einer Neigung für aggressive Frauen. Gwen ist solch eine aggressive junge Frau, die sich gerne in schwul auftretende Jungs verliebt.
Um Gwen für sich zu gewinnen, findet Caleb sich nach kurzer Zeit in der Rolle eines schwul auftretenden Heteros wieder, deren Idee sein schwuler Mitbewohner Kyle hatte. Die Sache hat jedoch einen Haken: Anstatt Interesse an Caleb zu bekommen, entscheidet Gwen, dass er der perfekte Partner für ihren schwulen Mitbewohner Marc sei. Marc wiederum ist das Objekt der Begierde Kyles.
Für Caleb wird die sich entwickelnde Beziehung mehr und mehr verwirrend. Gwen fragt sich, ob sie je einen heterosexuellen Typen kennenlernen wird. Marc fragt sich, warum der neue Kerl gleichzeitig so „heiß“ und „kalt“ ihm gegenüber ist. - Und Kyle muss mit ansehen, wie beide seiner Liebsten ihn gewissermaßen zurücklassen.

## Auszeichnungen
- Breckenridge Festival of Film 2004 – Best of the Fest – GLBT Film
- Dallas OUT TAKES 2004 – Audience Award
- Phoenix Out Far! Lesbian and Gay Film Festival 2004 – Audience Award – Best Feature Film
- Rhode Island International Film Festival 2004 – Grand Prize – Best Feature
- San Diego Film Festival 2004 – Audience Award – Best Feature
- San Francisco International Lesbian & Gay Film Festival 2004 – Best First Feature